# حدت بینایی

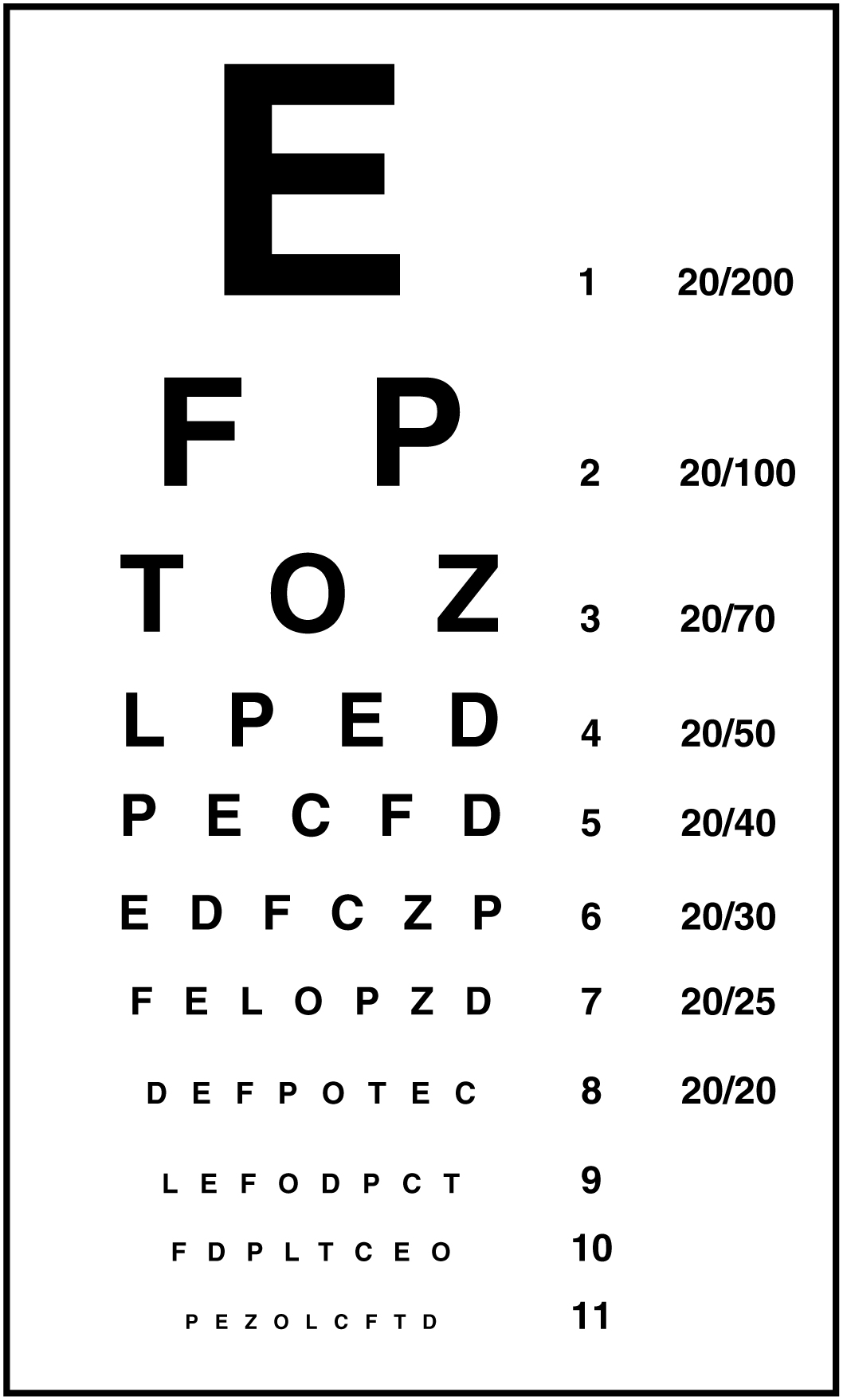
بینایی-عینک

حدت بینایی معمولاً به وضوح دید اشاره دارد. حدت بینایی وابسته به عوامل نوری و عصبی است، به عنوان مثال، وضوح تمرکز شبکیه داخل چشم، سلامت و عملکرد شبکیه چشم، و تفسیر از مغز است.
حدت بینایی معمولاً در حالتی اندازه‌گیری می‌شود که fixation، با فووآی چشم برقرار شود. با این حال، حدت در دید محیطی می‌تواند گاهی اهمیت بالایی در زندگی روزمره داشته باشد.
حدت بینایی حتی اگر در دوران بحرانی تشخیص داده شود قابل درمان خواهد بود. اما با افزایش سن و تکامل دستگاه بینایی، میزان پاسخ به درمان کاهش می‌یابد و بهترین سن برای شناسایی و درمان آن، ۵–۱۰ سالگی است. معمولاً درمان به صورت اصلاح عیب انکساری و بستن چشم سالم می‌باشد که باعث افزایش حدت بینایی می‌شود.
حداکثر حدت بینایی در فوآی چشم می‌باشد که هر چقدر به سمت محیط دورتر از فوآ، fixation کشیده شود کمتر می‌شود زیرا در فوآی سلولهای مخروطی مسئول تیزبینی هستند فعالند و در قسمتهای محیطی شبکیه سلولهای استوایی فعال می‌باشند که مسئول دید شب می‌باشند. در اندازه‌گیری حدت بینایی شرایط نوری، چارت، فاصله از چارت و زمان پاسخگویی اهمیت دارد. چارتهای متعددی برای اندازه‌گیری حدت بینایی وجود دارد که شایعترین آن E chart می‌باشد.